# Зброя ближнього бою

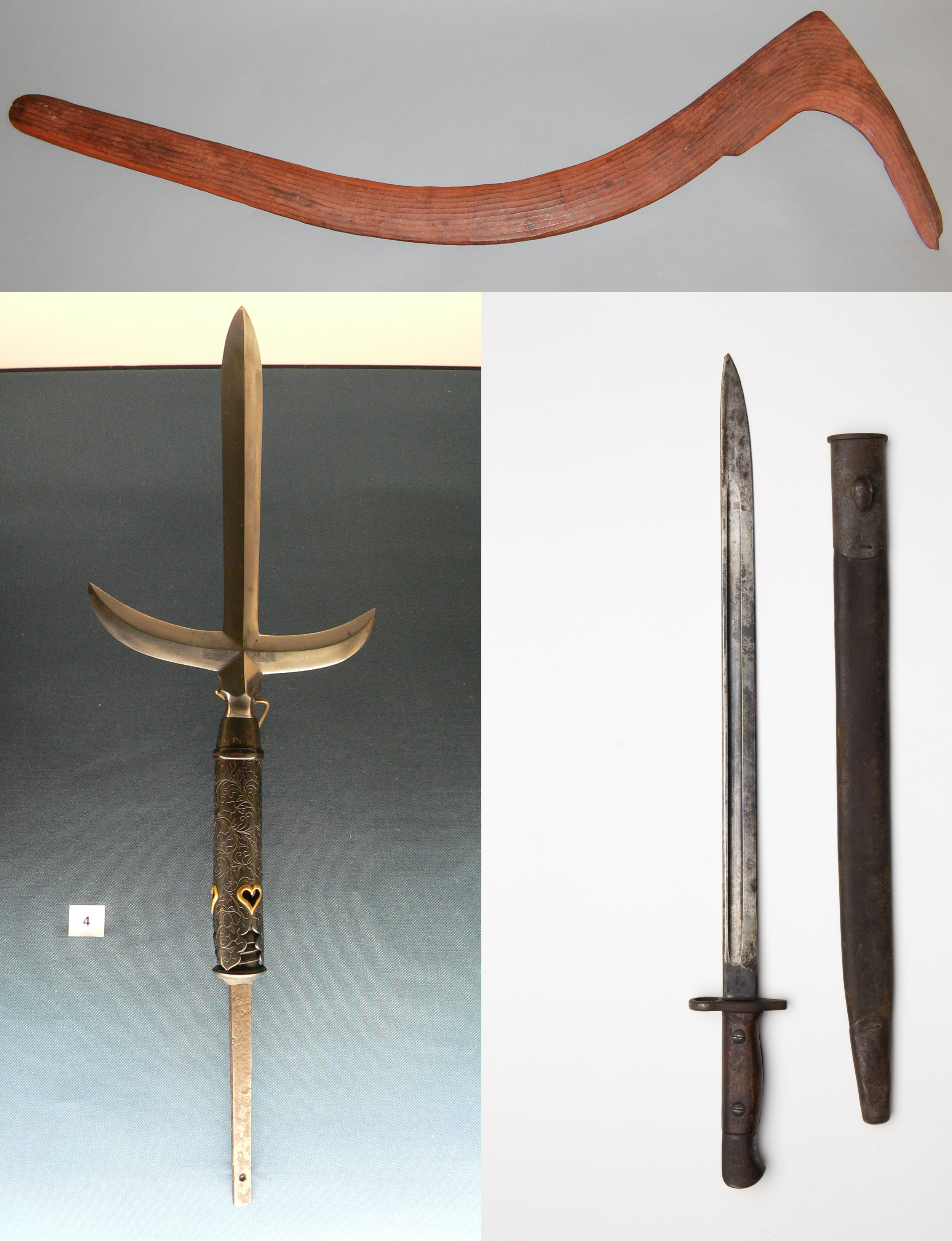
Три різні види зброї ближнього бою: тупий бойовий бумеранг, загострений ярі та багнет Pattern 1907 з лезом.

Зброя ближнього бою — будь-яка зброя, що використовується для прямого рукопашного бою; на відміну від стрілецької зброї, яка діє на відстані. Термін «ближній бій» (англ. melee) бере початок у 1640-х роках від французького слова фр. mêlée, що характеризує рукопашний бій.

## Категорії
Зброю ближнього бою можна розділити на три основні категорії:
- Колюча зброя, до якої відносять списи, піки і майже всю держакову зброю. Зазвичай, така зброя має гострий кінець, призначений для завдання проникаючої травми навіть захищеним обладунками супротивникам. Довжина такої зброї дає перевагу на відстані. Деякі види такої зброї дозволяють зачепити ворогів, збити їх (наприклад з коней) та роззброїти.
- Холодна зброя, до якої відносять мечі, сокири, бойові ножі і кинджали. Ця зброя може завдати різаних ран, або призвести до знекровлення чи розчленування. Зброя цієї категорії найефективніша проти мінімально броньованих супротивників.
- Травматична зброя, до якої відносять киї та палиці, булави, бойові молоти, посохи і ціпи. Зброя цієї категорії завдає тупих травм і переломів, навіть через броню, яка захищає від проникнення колючої або холодної зброї.

## Типи зброї ближнього бою
- Клинкова зброя
  - Меч (див. Типи мечів)
  - Ножі
  - Кинджали (див. Список кинджалів)
  - Сокири
  - Бойові серпи
  - Кама
- Держакова зброя
  - Алебарда
  - Спис
  - Цзінлун яньюедао
  - Бойова коса
- Зброя ударно-роздрібнюючої дії
  - Палиці/Булави
  - Посохи